# العلاقات السريلانكية الكورية الجنوبية
العلاقات السريلانكية الكورية الجنوبية هي العلاقات الثنائية التي تجمع بين سريلانكا وكوريا الجنوبية.

## مقارنة بين البلدين
هذه مقارنة عامة ومرجعية للدولتين:
| وجه المقارنة                                              | سريلانكا                         | كوريا الجنوبية                                                          |
| --------------------------------------------------------- | -------------------------------- | ----------------------------------------------------------------------- |
| المساحة (كم2)                                             | 65.61 ألف                        | 100.30 ألف                                                              |
| عدد السكان (نسمة)                                         | 21.44 مليون                      | 51.47 مليون                                                             |
| الكثافة السكانية (ن./كم²)                                 | 326.78                           | 513.16                                                                  |
| العاصمة                                                   | سري جاياواردنابورا كوتي، كولمبو  | سول                                                                     |
| اللغة الرسمية                                             | اللغة السنهالية، اللغة التاميلية | اللغة الكورية                                                           |
| العملة                                                    | روبية سريلانكي                   | وون كوري جنوبي                                                          |
| الناتج المحلي الإجمالي (بليون دولار)                      | 87.17 مليار                      | 1.53 تريليون                                                            |
| الناتج المحلي الإجمالي (تعادل القوة الشرائية) بليون دولار | 246.62 مليار                     | 1.75 تريليون                                                            |
| الناتج المحلي الإجمالي الاسمي للفرد دولار أمريكي          | 3.93 ألف                         | 27.22 ألف                                                               |
| الناتج المحلي الإجمالي للفرد دولار أمريكي                 | 11.11 ألف                        |                                                                         |
| مؤشر التنمية البشرية                                      | 0.757                            | 0.901                                                                   |
| رمز المكالمات الدولي                                      | +94                              | +82                                                                     |
| رمز الإنترنت                                              | .lk،                             | .kr                                                                     |
| المنطقة الزمنية                                           | ت ع م+05:30                      | توقيت كوريا الجنوبية، ت ع م+09:00، آسيا/سيول ‏، ت ع م+08:00، ت ع م+08:30 |

## منظمات دولية مشتركة
يشترك البلدان في عضوية مجموعة من المنظمات الدولية، منها:
| علم المنظمة | اسم المنظمة                               | تاريخ انضمام سريلانكا | تاريخ انضمام كوريا الجنوبية |
| ----------- | ----------------------------------------- | --------------------- | --------------------------- |
|             | مؤسسة التمويل الدولية                     | 20 يوليو 1956         | 16 مارس 1964                |
|             | منظمة حظر الأسلحة الكيميائية              | ?                     | ?                           |
|             | يونسكو                                    | 14 نوفمبر 1949        | 14 يونيو 1950               |
|             | الأمم المتحدة                             | 14 ديسمبر 1955        | 17 سبتمبر 1991              |
|             | منظمة الشرطة الجنائية الدولية             | ?                     | ?                           |
|             | منتدى آسيان الإقليمي ‏                     | ?                     | ?                           |
|             | البنك الدولي للإنشاء والتعمير             | 29 أغسطس 1950         | 26 أغسطس 1955               |
|             | الاتحاد البريدي العالمي                   | ?                     | ?                           |
|             | مؤسسة التنمية الدولية                     | 27 يونيو 1961         | 18 مايو 1961                |
|             | منظمة التجارة العالمية                    | ?                     | ?                           |
|             | المنظمة الهيدروغرافية الدولية             | ?                     | ?                           |
|             | بنك التنمية الآسيوي                       | 1966                  | 1966                        |
|             | المركز الدولي لتسوية المنازعات الاستشارية | 11 نوفمبر 1967        | 23 مارس 1967                |
|             | وكالة ضمان الاستثمار متعدد الأطراف        | 27 مايو 1988          | 12 أبريل 1988               |

## وصلات خارجية
- موقع وزارة الخارجية السريلانكية
- موقع وزارة الخارجية الكورية الجنوبية